# Legio I Italica

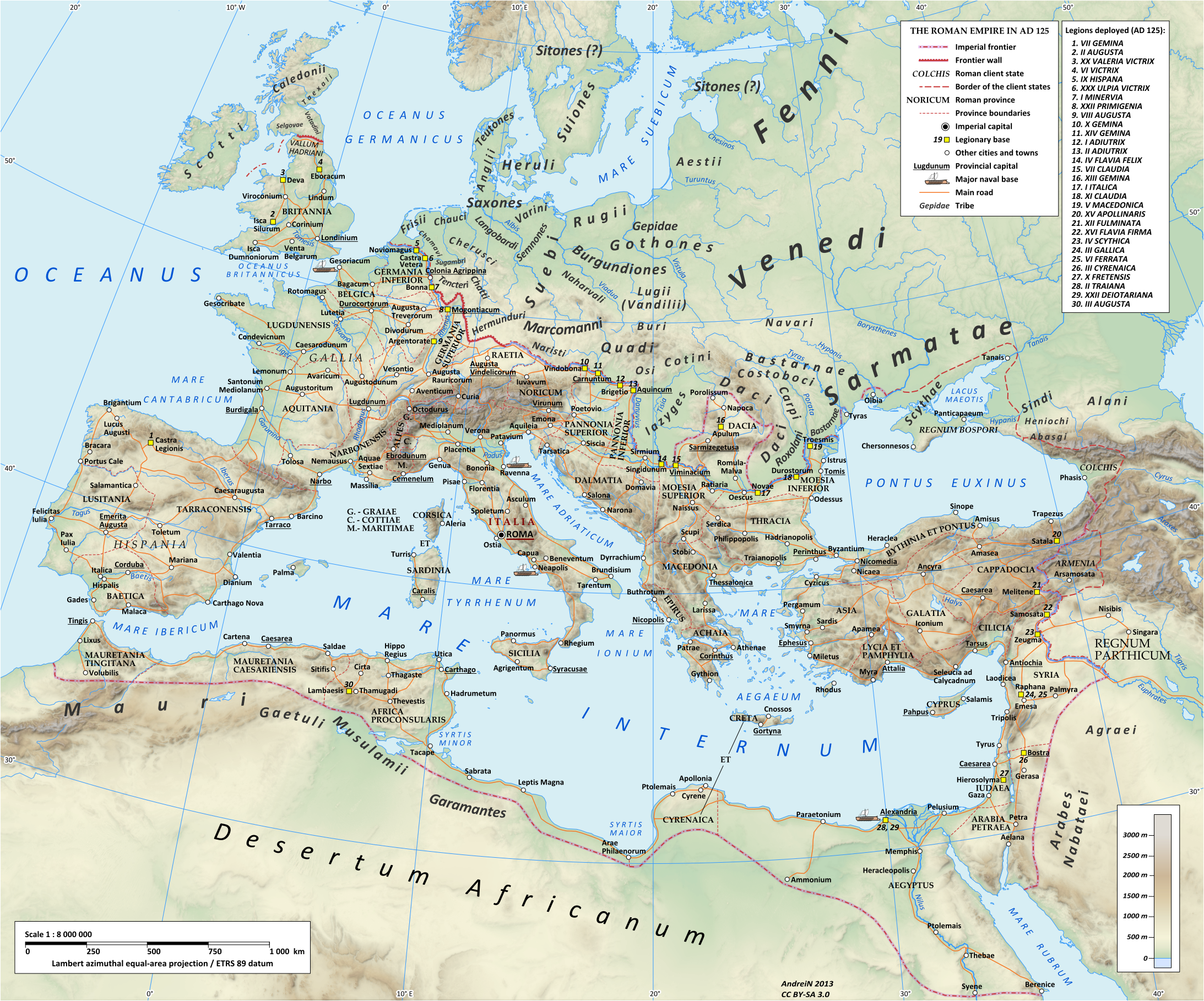
Bản đồ đế quốc La Mã vào năm 125 SCN, dưới triều đại Hadrian, cho thấy Legio I Italica, đóng quân tại Novae (Svishtov, Bulgaria), ở tỉnh Hạ Moesia thuộc khu vực sông Danube, từ năm 70 SCN tới tận thế kỉ thứ 5

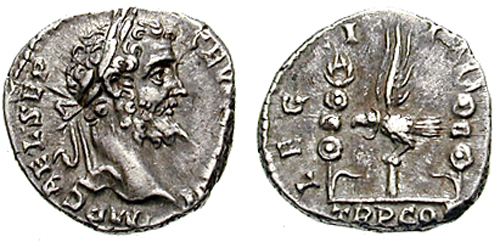
Đồng Denarius được Septimius Severus ban hành vào năm 193, để tôn vinh I Italica, vì đã ủng hộ viên tướng của đạo quân Pannonia trong cuộc chiến tranh giành ngôi vị hoàng đế.

Legio prima Italica (Quân đoàn italica thứ nhất; Tên riêng Italica của nó là một sự ám chỉ rằng những tân binh ban đầu đến từ Ý) là một quân đoàn La Mã được hoàng đế Nero thành lập vào ngày 22, tháng 9 năm 66 (ngày tháng được chứng thực bởi một dòng chữ khắc). Hiện vẫn còn có những ghi chép về việc I Italica đóng quân ở biên giới sông Danube vào đầu thế kỷ thứ 5. Biểu tượng của quân đoàn là một con lợn.

## Lịch sử
Không hài lòng với kết quả của cuộc chiến tranh La Mã-Parthia năm 58-63, Hoàng đế Nero đã thành lập quân đoàn I Italica với tên gọi phalanx Alexandri Magni ("phalanx của Alexandros Đại đế"), cho một chiến dịch mới ở Armenia, ad Portas Caspias - ở cửa ngõ của Chawar. Các ghi chép đều đề cập đến một thực tế đặc biệt là các lính lê dương ban đầu là người Italia, tất cả đều cao hơn sáu feet. Tuy nhiên, chỉ một vài tuần sau đó, cuộc khởi nghĩa của người Do Thái đã nổ ra và do đó chiến dịch Armenia dự kiến đã không bao giờ diễn ra. Ngoài ra, thống đốc của Gaul, Gaius Julius Vindex, đã tiến hành một cuộc nổi dậy vào đầu năm 68 và I Italica đã được phái đến đó và họ đến đó đúng vào thời điểm kết thúc cuộc nổi dậy. Trong năm Tứ hoàng đế (69), sau cái chết của Nero, quân đoàn đã nhận được tên gọi I Italica và họ chiến đấu cho Vitellius trong trận Bedriacum thứ hai, tại đây phe Vitellius đã bị quân đội của phe Vespasianus đánh bại. Vị hoàng đế mới sau đó phái I Italica tới tỉnh Moesia vào năm 70. Họ đóng quân ở Novae (Svishtov ngày nay) và ở đó trong nhiều thế kỷ.
Trong các cuộc chiến tranh Dacia của Trajan, quân đoàn đã chịu trách nhiệm việc xây dựng cầu trên sông Danube. Hoạt động xây dựng dường như đã là một lĩnh vực chuyên môn của quân đoàn. Khoảng năm 140, một đội trưởng của I Italica đã chịu trách nhiệm về việc xây dựng một phần của trường thành Antoninus.
Trong suốt triều đại của Marcus Aurelius, I Italica gần như chắc chắn đã tham gia vào các cuộc chiến tranh chống lại những bộ tộc người Đức mà đã đe dọa vượt qua sông Danube. Sau một cuộc chiến tranh kéo dài, người La Mã đã chinh phục được nhiều vùng đất ở phía bờ trái của sông Danube. Tại đó, Marcus Aurelius đã có ý định thành lập một tỉnh mới dưới quyền thống đốc Aulus Julius Pompilius Piso, viên tướng của I Italica và IV Flavia Felix, nhưng cuộc nổi loạn của Avidius Cassius ở phía Đông đã khiến cho kế hoạch thành lập các tỉnh mới bị hủy bỏ.
Vào năm 193, Thống đốc Thượng Pannonia, Septimius Severus đã tuyên bố làm hoàng đế và tiến quân về Italia. I Italica đã ủng hộ Severus, nhưng họ lại không tiến quân về Ý. Quân đoàn đã chiến đấu chống lại đối thủ của Severus, Pescennius Niger và vây hãm Byzantium cùng với XI Claudia, sau đó tiếp tục tham gia vào trận Issus. Quân đoàn có thể đã tham gia vào chiến dịch Parthia của Severus (Năm 198).
Trong thế kỷ thứ 3, dưới triều đại của Caracalla, quân đoàn đã tham gia vào việc xây dựng phòng tuyến Transalutanus, tuyến phòng thủ dọc theo sông Danube, mà đã bắt đầu gần Novae. Dưới triều đại của Alexander Severus, một số vexillatio của I Italica đã chuyển đến Salonae để bảo vệ bờ biển Dalmatia.